# Podenii Noi
Podenii Noi es una comuna ubicada en el distrito de Prahova, Rumania.

## Superficie
Posee una superficie de 37,57 kilómetros cuadrados.

## Demografía
Hasta 2021 la población era de 4590 habitantes, con una densidad de población de 122,2 habitantes por kilómetro cuadrado.